# Kanapéhuszárok
A Kanapéhuszárok egy televíziózással foglalkozó kibeszélő reality, amely a Gogglebox című műsoron alapszik.
A műsor 2023. november 24-én debütált az RTL-en. A műsor péntek esténként futott.

## Története
2023. augusztus 30-án az RTL Magyarország őszi sajtótájékoztatóján bejelentették, hogy egy újabb, televíziózással foglalkozó kibeszélő realityt indít a csatorna. A műsor időpontját 2023. november 3-án jelentették be.

## Epizódok
| Évad | Évad | Részek száma | Részek száma | Eredeti sugárzás   | Eredeti sugárzás   | Eredeti adó |
| Évad | Évad | Részek száma | Részek száma | Évadbemutató       | Évadzáró           | Eredeti adó |
| ---- | ---- | ------------ | ------------ | ------------------ | ------------------ | ----------- |
|      | 1.   | 5            | 5            | 2023. november 24. | 2023. december 22. |             |